# Radu Bălescu
Radu Constantin Bălescu (Bucareste, 18 de julho de 1932 — Drobeta-Turnu Severin, 1 de junho de 2006) foi um físico belga de origem romena. Trabalhou com física estatística e física do plasma.
Bălescu frequentou o Liceu Titu Maiorescu em Bucareste e em 1948 estudou na "Athénée Royal d'Ixelles" em Ixelles. Já em 1950, formou-se na Université Libre de Bruxelles (ULB), onde obteve um doutorado, orientado em 1958 por Ilya Prigogine. Foi assistente de Prigogine e em 1964 virou professor na ULB. Em seguida, em 1977, foi nomeado Professor Emeritus. 
Foi agraciado com o Prémio Théophile De Donder em 1960, pela Académie royale des sciences, des lettres et des beaux-arts de Belgique,. Em 1970, recebeu o Prémio Francqui  pela Fundação Francqui. Já em 2000, obteve o primeiro Prêmio Hannes Alfvén da seção física do plasma da European Physical Society.
Foi membro da Academia Real de Ciências, Humanidades e Belas Artes da Bélgica e membro honorário da Academia Romena.
O físico morreu, aos 73 anos, durante uma viagem à Romênia em 2006. 

## Obras
- Statistical Mechanics of Charged Particles, New York, Interscience 1963 (também traduzido para o russo)
- Equilibrium and Non Equilibrium Statistical Mechanics, Wiley 1975 (também traduzido para o russo)
- Transport Processes in Plasmas, 2 Bände, North Holland 1988 (também traduzido para o chinês)
- Statistical Dynamics: Matter out of Equilibrium, Imperial College Press 1997